# マスター・オブ・ブルータリティ
マスター・オブ・ブルータリティ（Master of Brutality）は日本のドゥームメタルバンド、チャーチ・オブ・ミザリーのデビューアルバム。ジャケットの表紙および歌詞のブックレットにはジョン・ゲイシーの写真や彼が描いたスケッチが載せられており、裏表紙には"ピエロのポゴ"としてのゲイシーの画像が用いられている。また、アメリカおよびイギリスの連続殺人者が収録曲のモチーフとなっている。タイトルはブラック・サバスのアルバム『マスター・オブ・リアリティ』のパロディである。

## 収録曲
| #  | タイトル                                  | 作詞                   | 作曲               | 時間  |
| -- | ----------------------------------------- | ---------------------- | ------------------ | ----- |
| 1. | 「Killifornia (Ed Kemper)」               | Tatsu Mikami           | Tatsu Mikami       | 8:23  |
| 2. | 「Ripping Into Pieces (Peter Sutcliffe)」 | Tatsu Mikami           | Tatsu Mikami       | 7:46  |
| 3. | 「Megalomania (Herbert Mullin)」          | Tatsu Mikami           | Tatsu Mikami       | 5:26  |
| 4. | 「Green River」                           | (インストゥルメンタル) | Tomohiro Nishimura | 4:30  |
| 5. | 「Cities on Flame With Rock and Roll」    | Blue Öyster Cult       | Blue Öyster Cult   | 4:00  |
| 6. | 「Master of Brutality (John Wayne Gacy)」 | Tatsu Mikami           | Tatsu Mikami       | 11:16 |

## 参加メンバー
- Yoshiaki Negishi - ボーカル
- Tomohiro Nishmura – ギター
- Tatsu Mikami– ベース
- Junji Narita – ドラムス

## モチーフ
- エドモンド・ケンパー - 祖父母、実母を含む10人を殺害したシリアルキラー。
- ピーター・サトクリフ - 通称ヨークシャー・リッパー（ヨークシャーの切り裂き魔）。
- ハーバート・マリン - 1972年から1973年にかけてカリフォルニアで13人を殺害した。
- ゲイリー・リッジウェイ - ワシントン州グリーンリバー近郊で延べ90人以上を殺害したとされる。通称グリーンリバー・キラー。
- ジョン・ゲイシー - 1972年から1978年にかけて少年を含む33名を殺害。通称キラー・クラウン。